# Vladimir Skrbinšek
Vladimir Skrbinšek, slovenski igralec filmski in gledališki igralec ter režiser, * 2. oktober 1902, Ljubljana, † 1. september 1987, Ljubljana.

## Življenje in delo
Skrbinšek je po končani osnovni šoli (1908–1912) in realki (1912–1919) ter 4. semestrih elektrotehnike na Tehniški fakulteti v Ljubljani (1919–21) nastopil službo uradnika pri državnih železnicah (1921–23). Že kot dijak je začel nastopati pri šolskih predstavah na realki (Tonček v Linhartovem Veselem (dnevu) in pri Preporodu. Kot železniški uradnik je igral in režiral na Pragerskem, v Rušah in Brestanici (1921–23). Leta 1923 je debitiral v ljubljanski in mariborski Drami, odločil se je za Narodno gledališče Maribor in tu nastopil službo 1. julija 1923. Do 2. svetovne vojne je nato kot igralec in režiser deloval v različnih jugoslovanskih gledališčih (Varaždin, Zagreb, Maribor, Split, Skopje). Med vojno in po njej je bil angažiran v ljubljanski Drami, ob koncu 50. let 20. stoletja ponovno v Mariboru kot direktor gledališča, od 1960–1984 pa igralec v MGL v Ljubljani (od 1963 dalje kot upokojeni sodelavec).
Bil je eden vodilnih slovenskih karakternih igralcev, ki je umetniško zorel in se razvijal vse do poznih let. Do leta 1963 je odigral nad 350 vlog raznega formata, med njimi večino velikih. Ustvaril je več vrhunskih likov. Kot igralec se ni prepuščal čustvenemu odzivanju na vlogo, marveč jo je mojstrsko nazoroval z razumom. Do potankosti je razčlenjeval literarno predlogo in iz nje poustvaril plastičen, poglobljen, enoten odrski lik. Nastopal je tudi v operah in operetah ter jih tudi režiral. Kot gledališki režiser se je uveljavil zlastih v delih Shawa in v njih tudi igral. Režiral je tudi dela slovenskih dramatikov, med drugim Kozaka, Šorlija, Vombergarja, Milana Skrbinška, v Mariboru pa je inovativno zasnoval uprizoritev Cankarjevih Hlapcev. V Mariboru je imel pred 2. svetovno vojno dramsko šolo, iz katere je izšlo nekaj uspešnih igralcev, kot npr. Danilo - Joco Turk.
V letih 1955/56 je vodil igralsko skupino na Radiu Ljubljana. Skrbinšek je bil prepričljiv poustvarjalec v radijskih igrah in televizijskih uprizoritvah. Sodeloval pa je tudi pri več slovenskih filmih, med drugim v Jari Gospodi (režija Bojan Stupica, 1953), Baladi o trobenti in oblaku (režija France Štiglic, 1961), Samorastnikih (režija Igor Pretnar, 1963).

## Nagrade
- Prešernova nagrada, za umetniške storitve v dramski igri (1961)
- Prešernova nagrada, za igralski in umetniški opus v letu 1964 (1965)
- Severjeva nagrada (1971)
- Borštnikov prstan (1971)